# Guido Marini
Guido Marini (Gênova, 31 de janeiro de 1965) é um prelado católico italiano, atual bispo de Tortona.

## Sacerdócio
Este bispo de profundo zelo para com a Sagrada Liturgia, estudou no seminário arquidiocesano de Gênova e foi ordenado sacerdote em 4 de fevereiro de 1989. Doutourou-se em Direito Canônico – In Utroque Iure, na Pontifícia Universidade Lateranense, de Roma e licenciou-se em ‘’Psicologia da Comunicação’’, pela Pontifícia Universidade Salesiana. Entre 1988 e 2003, exerceu o cargo de secretário particular dos arcebispos de Gênova: Cardeal Giovanni Canestri (1988-1995) e Cardeal Dionigi Tettamanzi (1995-2002) e do Cardeal Tarcísio Bertone (2002-2006). Acumulou o cargo de Mestre de Celebrações Litúrgicas dos cardeais Tettamanzi e  Bertone e do arcebispo Angelo Bagnasco. É professor de Direito Canônico na seção de Gênova da faculdade de Teologia da Itália Setentrional e no Instituto Superior de Ciências Religiosas. Em 2004 foi nomeado diretor espiritual do seminário de Gênova.

## Celebrações pontifícias
Em 1 de outubro de 2007 foi nomeado, pelo Papa Bento XVI, Mestre de Celebrações Litúrgicas Pontifícias, em substituição ao arcebispo Piero Marini (com o qual não tem qualquer parentesco), agora nomeado presidente do Pontifício Comitê para os Congressos Eucarísticos Internacionais. Segundo alguns vaticanistas a troca teria sido articulada entre o Papa e o Cardeal Tarcísio Bertone, para colocar no posto um clérigo mais afinado com linha a litúrgica do Santo Padre.

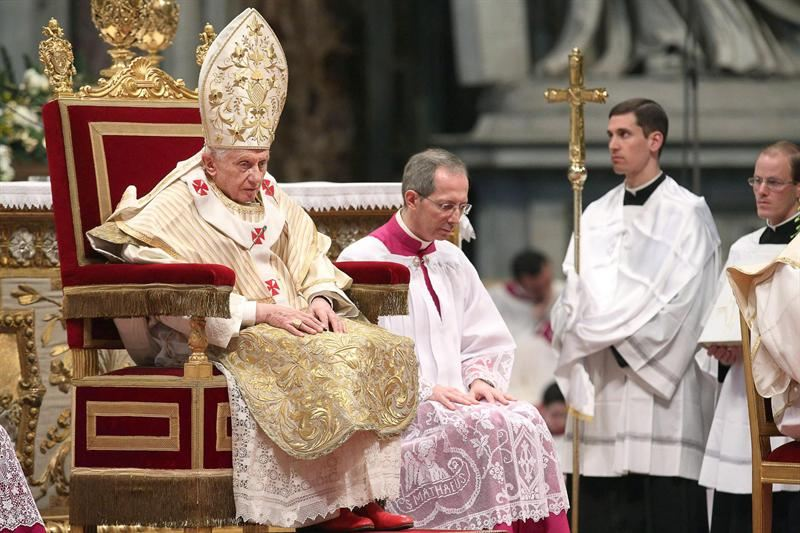
Guido Marini como Mestre das Celebrações Litúrgicas do Sumo Pontífice, durante o papado de Bento XVI.

## Episcopado
Em 29 de agosto de 2021, o Papa Francisco o nomeou bispo da Diocese de Tortona.
Em 17 de outubro de 2021 recebeu a ordenação episcopal na Basílica de São Pedro, junto de Dom Andrés Gabriel Ferrada Moreira e pelas mãos do Papa Francisco, sendo bispos consagrantes Dom Marco Tasca, OFM, arcebispo de Gênova e Dom Vittorio Francesco Viola, OFM, secretário da Congregação para o Culto Divino e Disciplina dos Sacramentos.

A Missa de posse canônica na Diocese de Tortona ocorreu em 07 de novembro de 2021.

## Galeria

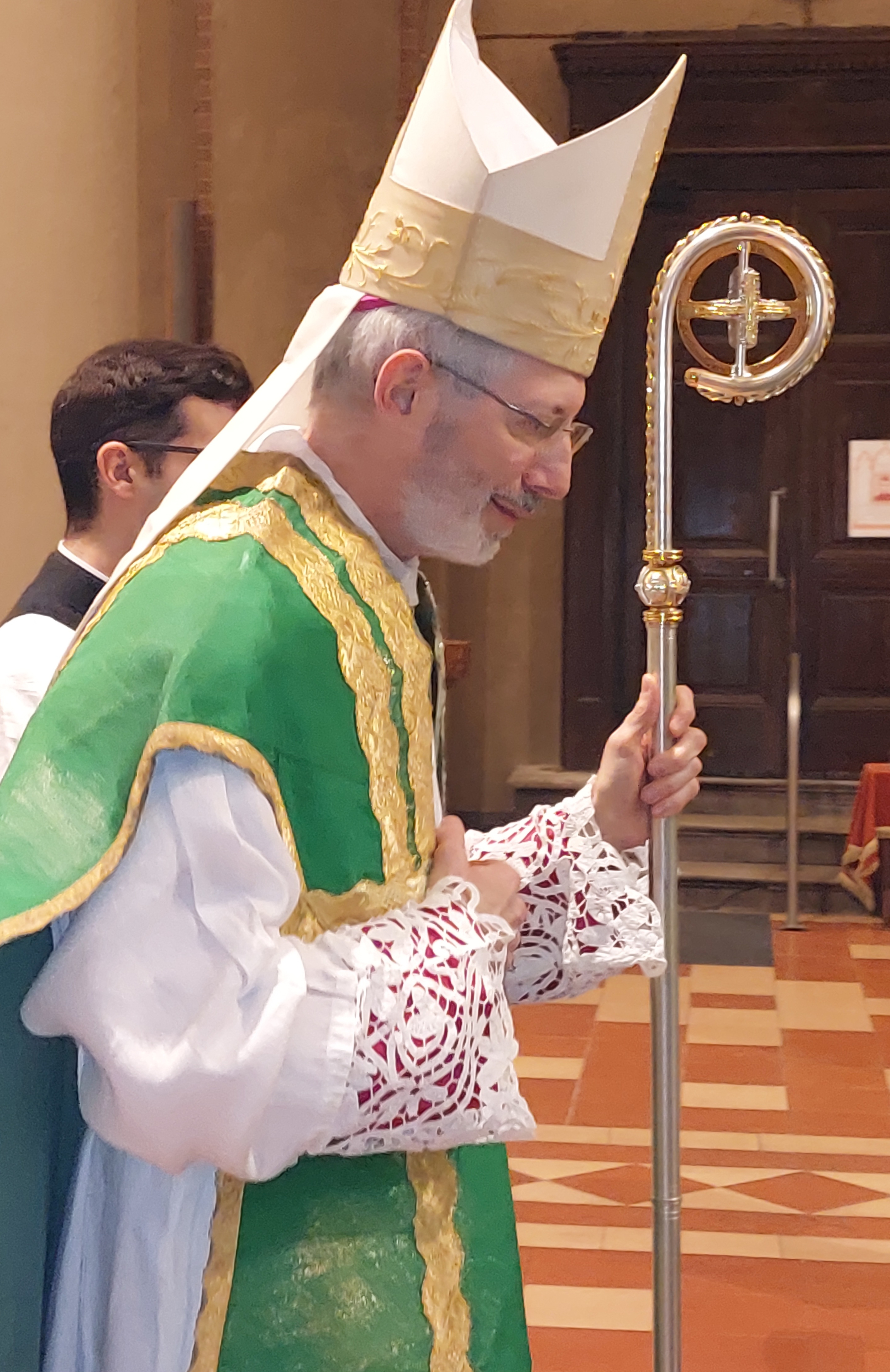
Dom Guido, durante uma missa em Cremona, no Colégio de São Lucas, 13 de janeiro de 2024.